# John George Phillips

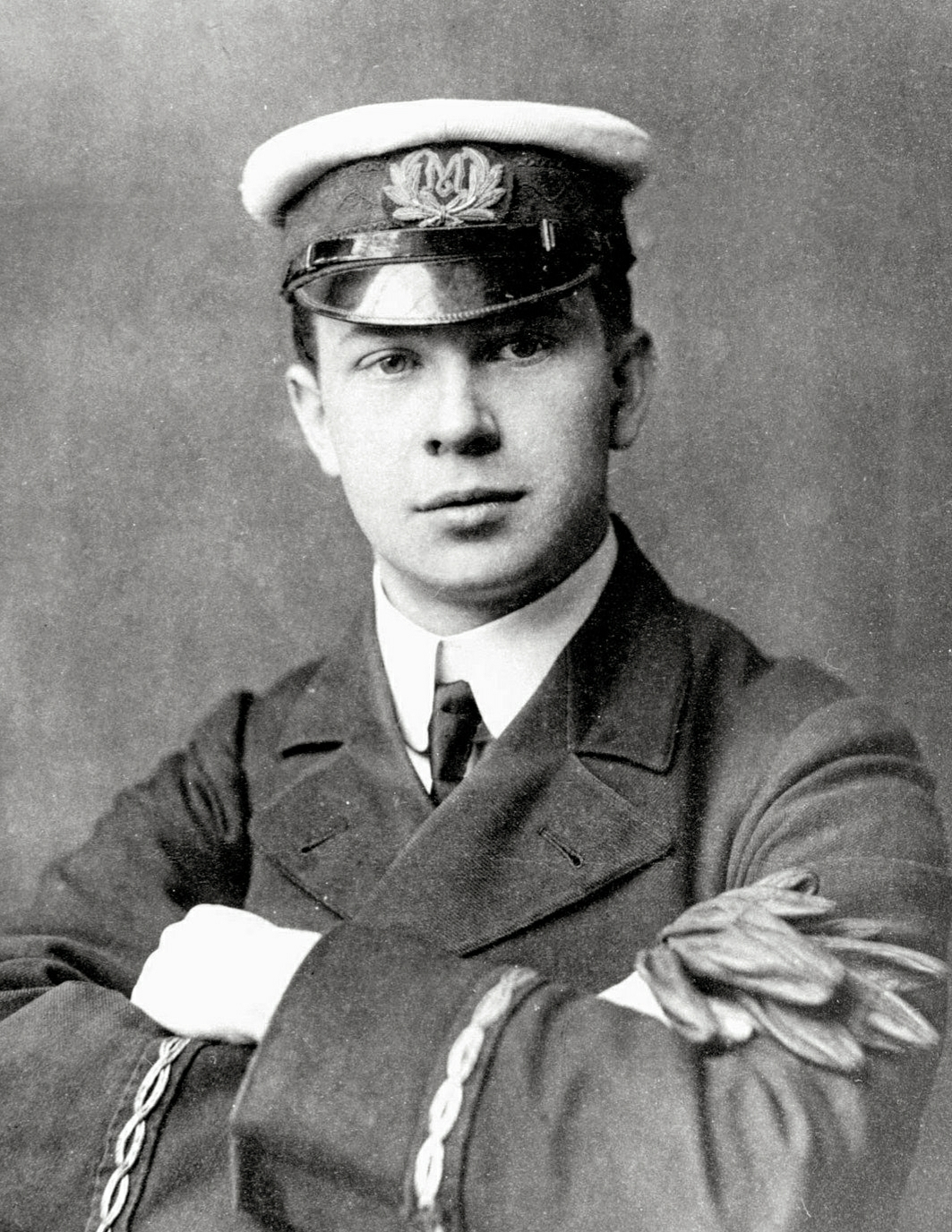
John George Phillips

John George (Jack) Phillips (Farncombe, 11 april 1887 – Atlantische Oceaan, 15 april 1912) was eerste marconist van de Titanic. Phillips stierf bij het zinken van de Titanic.

## Biografie
Phillips werd op 11 april 1887 geboren in Farncombe, Engeland. Hij was de zoon van George Alfred Phillips, een drapenier, en Anne Sanders. Hij was een van zes kinderen.
Nadat Phillips klaar was met school in 1902 begon hij te werken in het postkantoor van Godalming. Hier leerde hij telegraferen. In 1906 begon Phillips voor het eerst te werken voor de White Star Line. In maart 1912 werd hij naar Belfast, Ierland gestuurd om als eerste marconist aan boord van de Titanic te werken.

## RMS Titanic
Phillips was de eerste marconist aan boord van de Titanic, hij werkte samen met tweede marconist Harold Sidney Bride. Hun dagelijkse taak bestond uit het versturen van telegrammen. Dit verhaal werd heel anders toen de Titanic tegen een ijsberg was opgevaren. Toen werd het hun taak om hulp in te roepen van schepen in de omgeving. Eerst deden ze dit met het verouderde noodsignaal CQD, later ook met het noodsignaal SOS. John George Phillips bleef samen met Bride om hulp vragen tot de stroom helemaal was weggevallen. Bride vertelde achteraf dat hij Phillips voor het laatst levend op het schip zag, achteruit lopend naar de achterkant van het schip. Daarna is nooit meer iets van hem vernomen. Op 15 april 1912 overleed hij in de Atlantische Oceaan op 25-jarige leeftijd.